# Luigi Zanzi
Luigi Cristiano Zanzi (Varese, 20 settembre 1938 – Varese, 31 maggio 2015) è stato un giurista e storico italiano.

## Biografia
Dopo gli studi classici, si laurea in giurisprudenza a Pavia nel 1961. Diviene docente universitario di Metodologia delle scienze storiche prima a Genova e poi a Pavia e infine anche di Filosofia del diritto a Varese. Dagli anni sessanta fu avvocato a Varese e a Milano. Affiancò all'attività forense quella di studioso, con interessi eclettici in vari campi, dalla storia all’epistemologia, dalla storia della cultura e dell’arte alla storicità della natura (“ecostoria”), dalla storia socio-religiosa alla storia politico-sociale.
Fin da giovane, grazie alla militanza nel MFE (Movimento Federalista Europeo) e all'amicizia con Mario Albertini, Altiero Spinelli e Antonio Padoa-Schioppa, è stato fautore convinto dell’ideale dell’unità europea. Dopo aver aderito alla GFE (Gioventù Federalista Europea) all’interno del MFE, è stato poi presidente “a vita” della sezione di Varese. Ha sviluppato una propria riflessione sul federalismo che ha la sua originalità nell’importanza attribuita al ruolo delle regioni nel futuro dell’Europa.
Con Ludovico Geymonat fondò l’Istituto Geymonat per la filosofia della scienza. Con Ilya Prigogine, premio Nobel per la chimica, avviò una meditazione comune per un nuovo “umanesimo scientifico” che unisse le due culture. Grazie al confronto con Eugenio Garin e Cesare Vasoli maturò una riflessione sul metodo “naturalistico” di Machiavelli. Con Adolphe Rey, Reinhold Messner e Walter Bonatti condivise la passione per la natura e la montagna. Particolare rilievo ebbero i suoi studi sulla storia delle popolazioni alpine, segnatamente i Walser.
In uno dei suoi ultimi libri, Il federalismo e la critica della ragione politica. Per un “altro” futuro dell’Europa e dell’Umanità, evidenziò l’importanza dell’Unione Europea per la sopravvivenza della libertà e della pace, delineando la prospettiva degli Stati Uniti d’Europa con vari approcci, che vanno dalla riflessione filosofica all’impegno politico per fondare lo Stato sulle esigenze della società, dalla “storia critica” del Movimento federalista europeo alla testimonianza della sua militanza federalista rivolta principalmente ai giovani.
Alla sua città natale ha dedicato una Storia di Varese, in cui si focalizzò sulla “cultura di confine”, delineando il ruolo di Varese non solo quale “snodo di traffico” e “frontiera”, ma anche come “terra di mediazione” tra il mondo italico-padano e quello al nord delle Alpi.

## Opere principali
- I segni della natura e i paradigmi della storia: il metodo del Machiavelli: ricerche sulla logica scientifica degli umanisti tra medicina e storiografia, Manduria, Lacaita, 1981 (Nuova ed. Bologna, Il Mulino, 2013)
- I Walser nella storia delle Alpi, (in collaborazione con Enrico Rizzi), Jaca Book, Milano, 1988
- Sacri monti e dintorni: studi sulla cultura religiosa e artistica della controriforma, prefazione di Dante Isella, Milano, Jaca book, 1990
- Dalla storia all'epistemologia: lo storicismo scientifico: principi di una teoria della storicizzazione, prefazione di Ludovico Geymonat, Milano, Jaca book, 1991
- Dolomieu: un avventuriero nella storia della natura: dai vulcani del Mediterraneo alle montagne "dolomitiche": la fondazione della geologia, con interventi di Reinhold Messner e altri, Milano, Jaca book, 2003
- Le Alpi nella storia d’Europa, Cda & Vivalda, Torino, 2004
- Un pensiero montano: la filosofia di Reinhold Messner, Cda & Vivalda, Torino, 2004
- Machiavelli e gli Svizzeri e altre "machiavellerie" filosofiche concernenti la natura, la guerra, lo stato, la società, l'etica e la civiltà, Bellinzona, Casagrande, 2009
- La creativita storica della natura e e l'avventura dell'uomo: meditazioni "prigoginiane", prefazione di Carlo Sini, con una testimonianza-postfazione di Enrico Giannetto, Milano, Jaca book, 2014
- Per una concezione storico-fattuale del tempo, Jaca Book, Milano, 2014;
- Il federalismo e la critica della ragion politica: per un altro futuro dell'Europa e dell'umanità: testimonianze di una passione pensante condivisa nella militanza federalista con Altiero Spinelli e Mario Albertini, Manduria, Lacaita, 2014

## Onorificenze
- Martinella del Broletto 2015, di iniziativa del Comune di Varese.